# Tư duy chiến lược
Tư duy chiến lược (Tiếng Anh: Strategic thinking) là tố chất, năng lực và hoạt động đặc trưng của người lãnh đạo, chủ yếu là lãnh đạo cấp cao và trước hết là của người đứng đầu; đó là tư duy vĩ mô, tổng hợp về tầm nhìn và mục tiêu chiến lược; về vị trí hiện thời còn cách mục tiêu bao xa; về không gian chiến lược và phân tích so sánh giữa lợi thế và bất lợi; về phương châm và lộ trình chiến lược; về các nguồn lực và kế hoạch thực hiện; về phân công trách nhiệm chỉ huy, chỉ đạo, lãnh đạo; về dự kiến một số tình huống bất trắc và dự phòng các phương án xử lý.

## Nội dung
Những thành tố quan trọng của tư duy chiến lược gồm nhận thức về: mục tiêu chiến lược, không gian chiến lược, phương châm chiến lược, lộ trình và các nguồn lực thực hiện chiến lược.
- Mục tiêu chiến lược là mục tiêu gắn liền với sứ mệnh của từng tổ chức, thiết chế; mang tính sống còn, làm cho tổ chức, thiết chế khẳng định được sự tồn tại và vị trí của mình trong mỗi thời kỳ, giai đoạn cụ thể.
- Phương châm chiến lược: hướng đi, cách thức hành động, chỉ đạo, lãnh đạo xuyên suốt, nhất quán trong quá trình triển khai chiến lược.
- Lộ trình chiến lực: các giai đoạn, các bước đi, các mốc hoàn thành những công việc lớn, trong đó có xác định những bước ưu tiên, bước đột phá, bước quyết định.
- Nguồn lực cần thiết cho việc thực hiện chiến lược: nguồn lực về con người, tài chính, vật chất, tinh thần; nguồn lực tại chỗ và huy động từ bên ngoài; nguồn lực ngắn hạn và nguồn lực dài hạn, quốc gia và quốc tế, công và tư...

## Đặc trưng
- Là tư duy vượt trước của lãnh đạo cấp cao, trước hết là người đứng đầu. Do tính phức tạp, chuyên biệt và trình độ rất cao nên tư duy chiến lược nhiều khi xuất hiện ban đầu trong người đứng đầu, người thủ lĩnh, sau đó được chia sẻ trong những người lãnh đạo chủ chốt và tiếp đó đến các thiết chế lãnh đạo cấp cao. Các chức danh lãnh đạo cấp cao mới cần có và nhất thiết phải có năng lực tư duy chiến lược, nắm bắt tư duy chiến lược và thực hiện lãnh đạo, chỉ đạo, chỉ huy, điều hành theo tư duy chiến lược.
- Tư duy chiến lược có quy mô đại cục, vĩ mô. Tư duy chiến lược phải bao quát ở tầm quốc gia và quốc tế, ngay cả khi đề cập đến tầm nhìn về một ngành, một tổ chức lớn, một địa phương cụ thể. Mục tiêu phải là những mục tiêu cơ bản, cốt lõi, dài hạn ít nhất là của một ngành, một tổ chức lớn, một địa phương, của cả quốc gia dân tộc và cộng đồng quốc tế.
- Tư duy chiến lược thể hiện rõ những lợi thế, ưu thế; xác định rõ những ưu tiên; và chủ động được trước những rủi ro.

## Sự hình thành
Tư duy chiến lược được hình thành trên cơ sở tổng hợp của nhiều yếu tố, trong đó có 3 yếu tố cơ bản gồm: năng lực bẩm sinh, trải nghiệm thực tế và đào tạo, bồi dưỡng, rèn luyện.
Năng lực bẩm sinh là tố chất của cá nhân người cụ thể, được thể hiện qua trí thông minh, cá tính, phong cách, ngoại hình... Điều này làm nên đặc trưng riêng của mỗi người.
Trải nghiệm thực tế là bản thân cuộc sống được cá nhân con người trực tiếp sống, chiêm nghiệm, đánh giá; là vốn sống thực tiễn; là kinh nghiệm hiện thực... được đúc kết thành tri thức.
Đào tạo, bồi dưỡng và rèn luyện là quá trình trang bị hệ thống kiến thức; là quá trình thực hành, thực nghiệm của người lãnh đạo từ thấp đến cao, lên vị trí chiến lược.

## Lãnh đạo chiến lược
Lãnh đạo chiến lược là quá trình lãnh đạo thực hiện chiến lược của người lãnh đạo, bó gồm 3 bước: phân tích chiến lược, hoạch định chiến lược và thực hiện chiến lược.
- Phân tích chiến lược có nhiệm vụ làm rõ sứ mệnh và mục đích mà tổ chức hoặc thiết chế cần đạt được, đặt chúng trong không gian chiến lược cụ thể với những cơ hội và thách thức, thuận lợi và khó khăn. Nó cũng bao hàm sự nhận diện những điểm mạnh và điểm yếu của tổ chức hoặc thiết chế, mà trên thực tế đã bộc lộ một cách rõ ràng.
- Hoạch định chiến lược là khâu tiếp theo dựa trên kết quả của phân tích chiến lược.
- Thực hiện chiến lược là bước cuối cùng biến văn bản tư duy chiến lược thành hành động. Cần lập kế hoạch chiến lược, trong đó thể hiện khái quát mục tiêu và các quyết định lãnh đạo, đồng thời, chuẩn bị mọi nguồn lực, xác định tổng lộ trình với các giai đoạn cụ thể, thiết lập tổ chức bộ máy điều hành, xây dựng các chuẩn mực văn hóa thiết yếu cho thành công của chiến lược. Rất cần triển khai hoạt động kiểm tra việc thực hiện chiến lược để xác định những gì cần tiếp tục thực hiện và những gì cần điều chỉnh, thậm chí thay đổi.

## Bài liên quan
- Tư duy
- Chiến lược
- Tầm nhìn lãnh đạo